# Stéphanie Douard
Stéphanie Douard (née le 10 mars 1979) est une ancienne nageuse paralympique française ayant participé à des épreuves de niveau international. Elle a remporté cinq médailles de bronze aux Championnats du monde de paranatation et aux Championnats d'Europe de paranatation . Elle a représenté la France aux Jeux paralympiques d'été de 2012 mais n'a pas remporté de médaille dans ses épreuves,. Jordi Reina était son entraîneur.
Elle est non-voyante. Ses spécialités sont le 200m 4 nages, et le papillon où elle remporte la médaille de bronze lors des championnats du monde de natation à Eindhoven ( Pays-Bas).

## Palmarès
| Année | Compétition          | Compétition | Classement                         | Catégorie          |
| ----- | -------------------- | ----------- | ---------------------------------- | ------------------ |
| 2015  | Championnat d'Europe | Berlin      | Médaille de bronze                 | 200 m 4 nages S11  |
| 2015  | Championnat du Monde | Glasgow     | 8e                                 | 100 m dos S11      |
| 2012  | Jeux Paralympiques   | Londres     | 6e                                 | 100 m brasse SB11  |
| 2012  | Jeux Paralympiques   | Londres     | 8e                                 | 200 m 4 nages SM11 |
| 2011  | Championnat d'Europe | Berlin      | Médaille de bronze                 | 100 m dos S11      |
| 2011  | Championnat d'Europe | Berlin      | Médaille de bronze                 | 200 m 4 nages S11  |
| 2010  | Championnat du Monde | Eindhoven   | Médaille de bronze, Coupe du Monde | 100 m papillon S11 |
| 2009  | Championnat d'Europe | Reykjavik   | Médaille de bronze                 | 200 m 4 nages s11  |
| 2009  | Championnat du Monde | Rio         | Médaille de bronze, Coupe du Monde | 200 m 4 nages s11  |